# リチャード・オンズロー (初代オンズロー男爵)
初代オンズロー男爵リチャード・オンズロー（英語: Richard Onslow, 1st Baron Onslow PC、1654年6月23日 – 1717年12月5日）は、ホイッグ党所属のイギリス庶民院議員。1688年から1716年まで第2代準男爵サー・リチャード・オンズローの称号を使用した。1708年から1710年まで庶民院議長を、1714年から1715年まで財務大臣を務めたが、与野党の両方で不人気であり、特に庶民院議長の任期中ではさらに顕著であった。極めて杓子定規で原則を固守したため、"Stiff Dick"というあだ名をつけられている。

## 生涯
1654年6月23日、政治家の初代準男爵サー・アーサー・オンズローと1人目の妻メアリー（1649年にロンドン市長を務めたトマス・フットの次女）の長男として生まれた。1671年6月7日にオックスフォード大学セント・エドマンド・ホールに入学したが、学位は得られなかった。1674年にインナー・テンプルに入ったが、弁護士資格免許は得られなかった。
1679年3月イングランド総選挙でギルフォード選挙区から出馬して当選、王位排除法案に賛成票を投じた。以降1687年までギルフォード選挙区で連続再選を果たしたほか、1688年7月21日に父が死去すると準男爵位を継承、1690年から1693年まで下級海軍卿を務めた。1689年イングランド総選挙ではサリー選挙区に鞍替えして当選、以降叙爵までのほとんどの時期（1710年から1713年までセント・モーズ選挙区に転じた時期を除いて）同選挙区の議員を務めた。
1705年に庶民院議長選挙への出馬が噂されたが、そのときはコート派（宮廷派）の候補を支持して自身は立候補しなかった。1708年の議長選挙ではピーター・キングやジョセフ・ジキルとともに議長の有力候補とされ、議論が数か月間続いたが、やがて王配ジョージの死に伴う内閣改造の交渉でオンズローに議長の職を与えることが合意され、オンズローは全会一致で当選した。
議長在職中の1710年3月、ヘンリー・サシェヴェレルの弾劾裁判が貴族院で行われることとなったため、オンズローは議長として庶民院議員全員を率いて貴族院で傍聴しようとし、黒杖官サー・デイヴィッド・ミッチェルはそれを阻止しようとした。しばらく争われたが、結局ミッチェルは引き下がざるを得なかった。この出来事により同年6月に枢密顧問官に任命されたが、同時にトーリー党からの批判に晒されることとなり、オンズローは1710年イギリス総選挙ではサリー選挙区で敗北を喫し、腐敗選挙区のセント・モーズ選挙区に頼らざるを得なかった。一時は政界引退も考えたが、結局バックベンチャーになることに留まり、1711年12月にホイッグ党のスペインなくして講和なしの動議に賛成、1712年にはマールバラ公爵を擁護した。
1714年に再び枢密顧問官に任命されたほか、1714年10月から1715年10月まで財務大臣を務め、辞任の際は代償としてオンズロー男爵への叙爵と終身財務省出納官を務める権利を与えられ、また1716年7月にはサリー統監に任命された。1717年12月5日に死去、サリーのメローに埋葬された。爵位は息子トマスが継承した。甥のアーサー・オンズローは後に庶民院議長を務めた。

## 家族
1676年8月31日、エリザベス・タルス（Elizabeth Tulse、1718年11月25日没、ロンドン市長ヘンリー・タルスの娘）と結婚した。2人は少なくとも3男をもうけ、うち2男が夭折した。
- トマス（1679年11月27日洗礼 – 1740年6月5日） - 第2代オンズロー男爵[7]
- ダニエル - 夭折
- リチャード - 夭折